# Forza e Virtù 1892
La Forza e Virtù 1892 è una società di ginnastica, con sede a Novi Ligure, fondata nel 1892. Attualmente gareggia nel campionato di A1 femminile. Ha come coreografa l'ex ginnasta olimpica Giulia Volpi.

## Storia
Il 16 ottobre 1892 due “Compagnie” di lavoratori e studenti e studentesse di Novi Ligure fondano la società Forza e Virtù, spinti dai loro ideali sportivi; una settimana dopo viene approvato lo statuto della società da parte dell'assemblea dei soci. Immediatamente dopo viene chiesta l'affiliazione alla Federazione Ginnastica d'Italia.
La Forza e Virtù ha poi partecipato a tutti concorsi indetti dalla Federazione, a cominciare da quello del 1895 a Roma.
In seguito la società affianca alla ginnastica le sezioni della scherma, del podismo, e la sezione dedicata ad escursionismo, cicloescursionismo e ciclismo che darà poi origine al Veloce Club Novese. Nel 1898 inizia l'attività della sezione calcio, che poi dà origine al Novi Football Club e in seguito alla Unione Sportiva Novese.
In seguito la società raggiunge l'avanguardia nella ginnastica artistica italiana, sia maschile che femminile, aggiudicandosi la vittoria della classifica federale nel 1971 e nel 1972. Negli anni '70 erano membri della nazionale Giovanna Ventoso, Lucia Saviozzi, Barbara Gemme e Patrizia Russoni.
La Forza e Virtù ha vinto nel 2009 il campionato italiano di Serie B, ottenendo la promozione al campionato di A2. Nel 2010 e nel 2011 la società ha partecipato alle 4 prove di A2, terminando entrambe le volte al 3º posto; nel 2012, la squadra composta da Arianna Rocca, Marta Novello, Carlotta Necchi, Giulia Gemme e Valentina Massone conquista la Serie A1.
A partire dal 2009, Giulia Gemme, Carlotta Necchi e Arianna Rocca hanno partecipato a competizioni internazionali vestendo la maglia azzurra.
L'8 marzo 2014, a Torino, seconda tappa del campionato di Serie A 2014, la società conquista il terzo posto, e il suo primo podio nella massima serie.
La Forza e Virtù è stata insignita della Stella d'oro al merito sportivo nel 1974, ed è stata dichiarata Scuola di ginnastica della Federazione Ginnastica d'Italia, a partire dal 1992, rinnovando il titolo ogni quattro anni per meriti sportivi. Nel 2012, per celebrare i 120 anni della società, le è stato assegnato il premio “Torre d'Oro 2012”, ed è stato realizzato un annullo filatelico.

### Palmarès
La Forza e Virtù annovera 51 titoli regionali individuali e di squadra, 10 titoli interregionali, 4 titoli nazionali di specialità, 1 titolo nazionale a squadre di Serie B nel 2009 e 1 titolo di Serie A2 nel 2012.

## Sede e impianti
L'attività della società si svolge nella nuova palestra comunale di via Carducci, inaugurata nel 2009 e nominata, negli anni 2010 e 2011, a Centro Tecnico Regionale per la ginnastica artistica femminile per Piemonte, Valle d'Aosta e Liguria.
Inoltre la società svolge attività nelle palestre delle scuole Pascoli, nel comune di Frugarolo e nel comune di Cassano Spinola.